# TSX Broadway
TSX Broadway, auch 1568 Broadway, ist ein Wolkenkratzer in Manhattan in New York City. Er ersetzt nach einem von 2019 bis 2024 erfolgten Umbau das bereits 1991 an dieser Stelle erbaute „DoubleTree“-Hotel und beherbergt heute ein Hilton Tempo Hotel, ein Unterhaltungskomplex mit dem Palace Theatre sowie Einzelhandel.

## Beschreibung
Der Hotelturm befindet sich in Midtown Manhattan an der südlichen Ecke Seventh Avenue/West 47th Street direkt am Times Square. Direkt gegenüber liegt der Duffy Square mit der berühmten „Roten Treppe“ und dem Theaterticketservice „TKTS Times Square“.
Das 46-stöckige Hotel TSX Broadway entstand durch den Umbau des vorhandenen 1991 erbauten Hotel „Double Tree“ unter Einbeziehung des älteren vom Hotel überbauten und unter Denkmalschutz stehenden „Palace Theatre“. Baubeginn war Anfang 2019. Unter Beibehaltung von 25 % des alten Gebäudes, die zum Erhalt der ursprünglichen Flächennutzungsfläche nötig waren, wurden die obersten 30 Etagen abgerissen und mit höherer Etagenhöhe wieder errichtet. Dadurch erhöhte sich die ursprüngliche Gebäudehöhe bei Beibehaltung der Etagenanzahl um zirka 30 Meter (100 Fuß). Das Hochhaus wuchs somit von 143,3 m (470 Fuß) auf knapp 174 m (570 Fuß). Die endgültige neue Gebäudehöhe erreichte es Anfang Februar 2022. Die untersten 16 Stockwerke blieben erhalten und wurden baulich mit einem neuen, querverstrebten Rahmen verstärkt, der zudem das visuelle X bildet, das im Namen TSX Broadway enthalten ist. Das integrierte Palace Theatre wurde dabei renoviert und um 9,1 Meter angehoben. So entstand unter dem Theater eine mehrstöckige Einzelhandelsfläche und eine bessere Erschließung des Gebäudes.
Den Gebäudesockel bildet ein sechsstöckiges Podium inklusive des Theaters und ist zum Times Square hin mit einer riesigen 1657 m² großen LED-Werbetafel mit abgerundeter Ecke umgeben. Am Gebäude sind vier weitere LED-Display angebracht: an der Südfassade auf halber Gebäudehöhe ein 280 m² großformatiges Display, als Gebäudekrone ein 183,5 m² großes Display, ein 12,8 m langes und 1,45 m hohes dreiseitiges Display als Umrandung der Bühnenplattform und ein 27,2 m langes und 2,65 m hohes Display über dem Eingang zum Theater. Das von Hilton betriebene Tempo-Hotel befindet sich in den Etagen 11 bis 46 und hat 661 Zimmer mit raumhohen Fenstern. Die endgültige Fertigstellung des Wolkenkratzers fand im ersten Quartal 2024 statt.

## Icon Stage
Innerhalb des 1657 m² großen LED-Displays am Gebäudesockel befindet sich neun Meter über dem Straßenniveau die „Icon Stage“, eine ausfahrbare Bühne für Veranstaltungen. Das Display wurde erstmals im Januar 2023 unter großer Beachtung in Betrieb genommen und zeigt neben Werbung hin und wieder Live-Übertragungen von Events und Sportveranstaltungen. Die 370 m² große Bühne besitzt eine LED-Doppeltür, die sich am Beginn von Veranstaltungen publikumswirksam in 15 Sekunden öffnet. Den ersten Live-Auftritt auf der TSX-Bühne veranstaltete Post Malone im Juli 2023. Ein Höhepunkt war der Überraschungsauftritt von Shakira am 26. März 2024 vor rund 40.000 Zuschauern auf dem Times Square.

## Ansichten

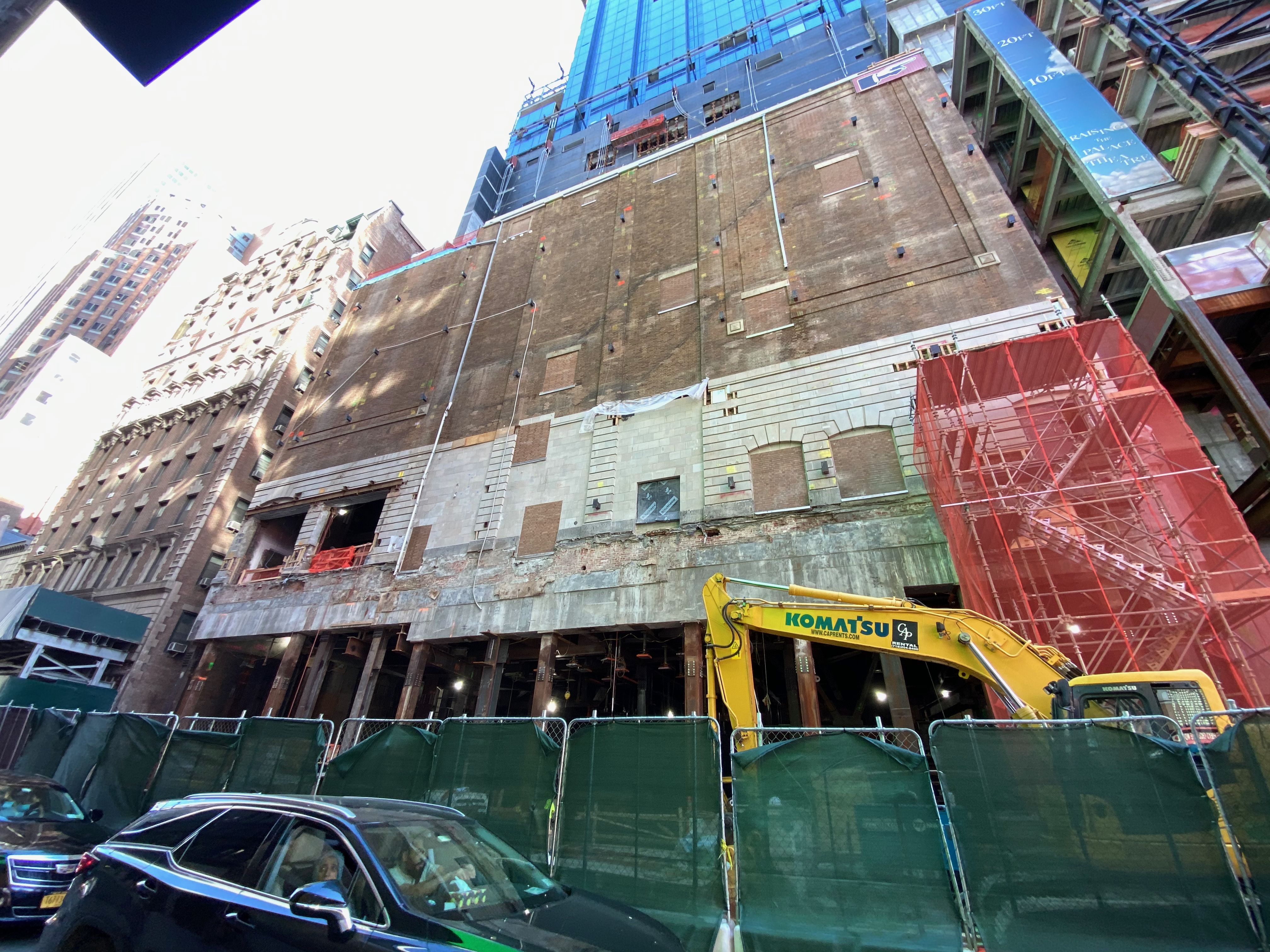
Anhebung des integrierten Theaterbaus um neun Meter im Mai 2022
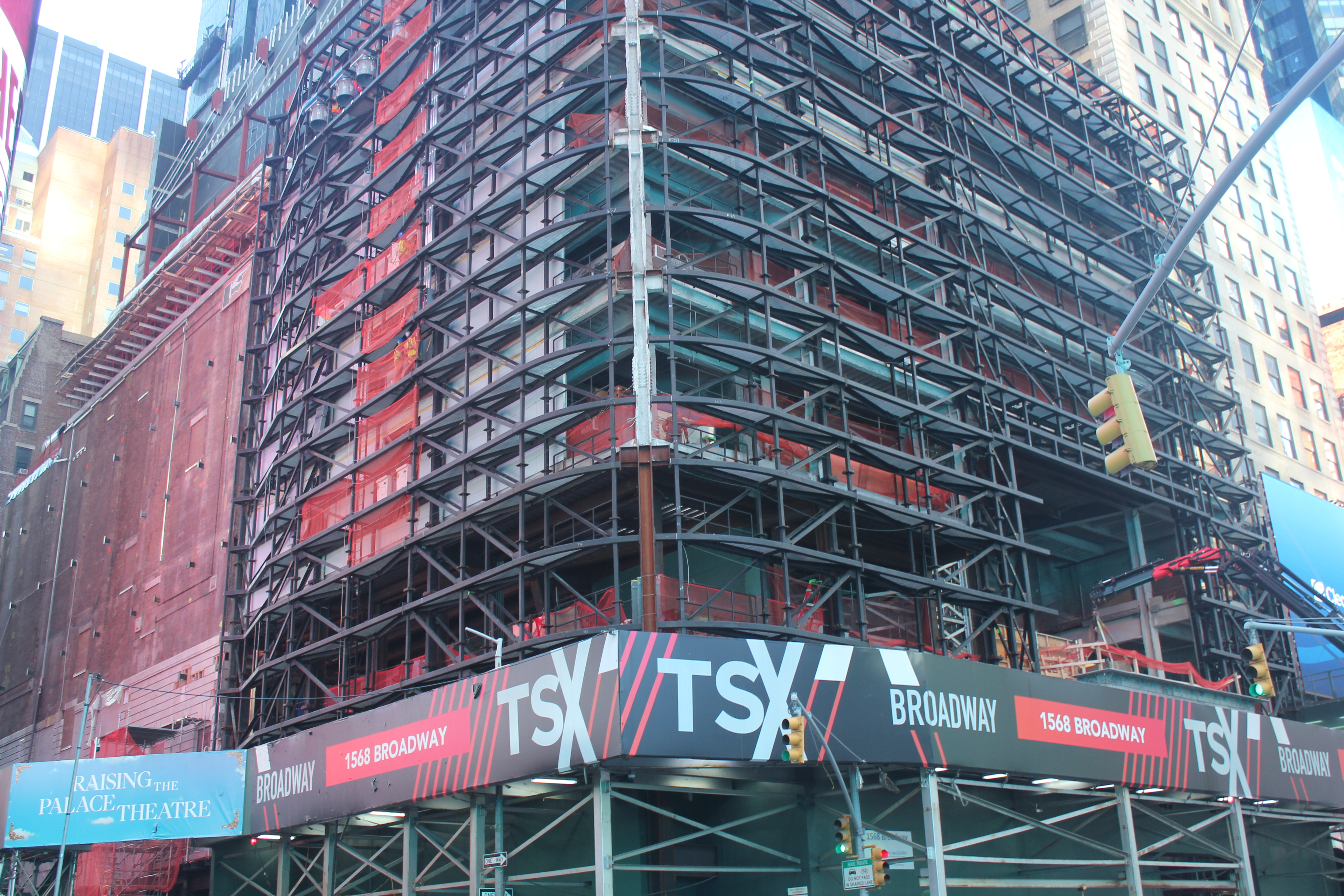
Die neue Basis in Bau
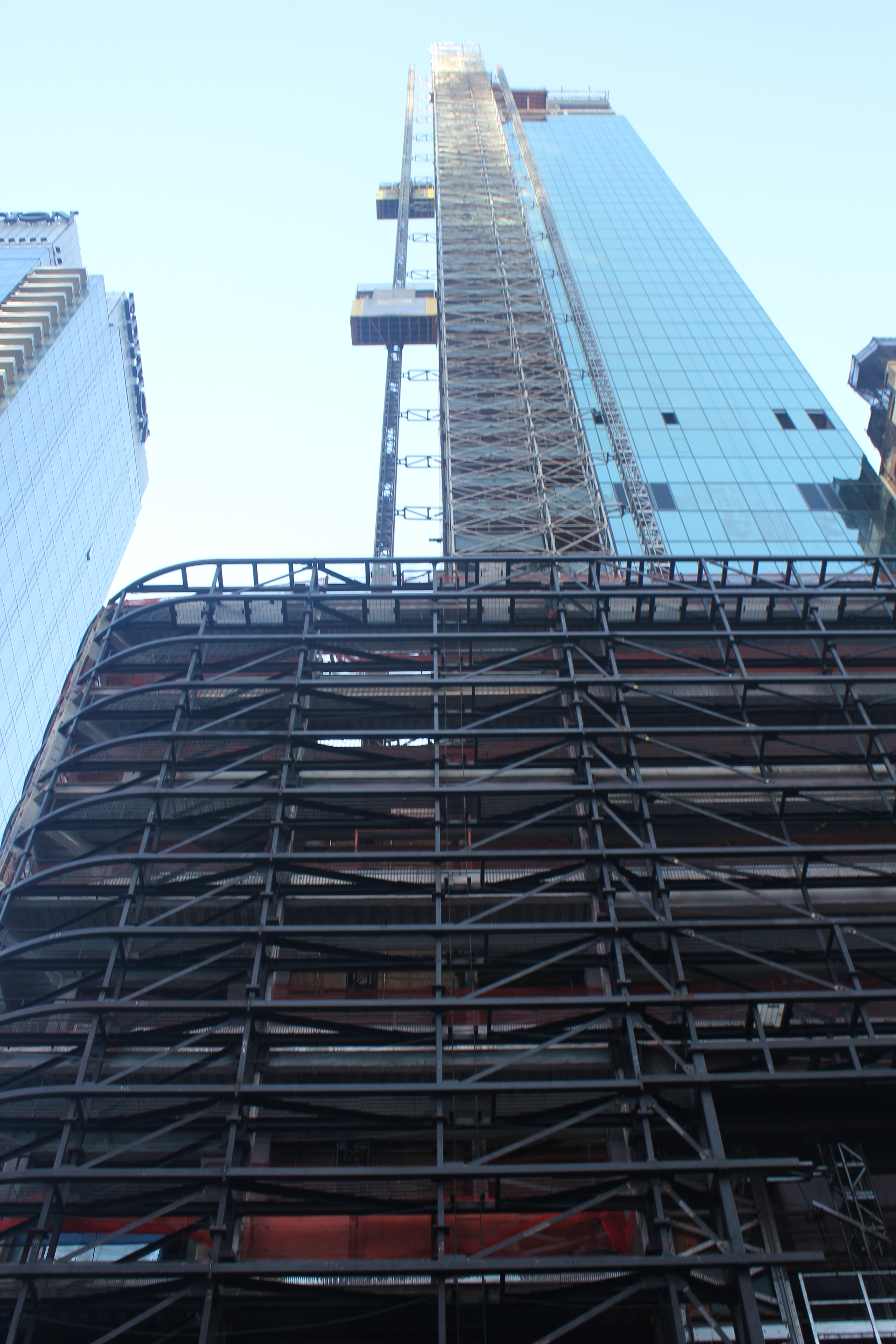
Bauphase im September 2022
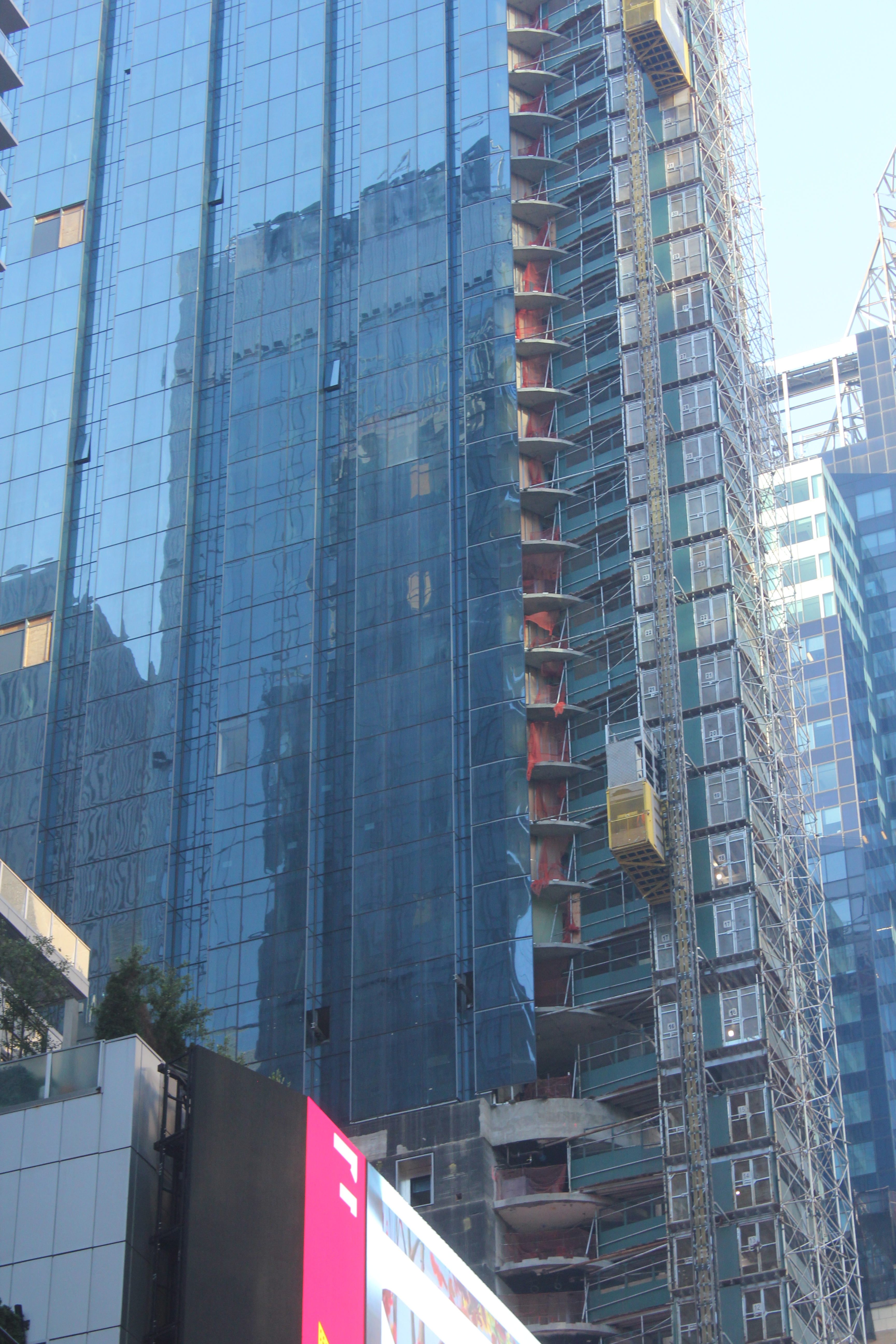
Blick auf die Glasfassade